# Magyar Derby (ügető)
A Magyar Ügetőderby (1884-től 1891-ig, mint Nagy Tenyészverseny) a szakág legrangosabb versenyeként számon tartott lóverseny, amit legelőször 1884-ben rendeztek meg. A tradicionális galopp Magyar Derby megrendezése előtt 37 évvel, az ügető szakmában a tenyészverseny kifejezést használták, csak a jelzővé alakult derby kifejezést vették át a szervezők. Ezt a versenyt nem kötik évszázados szabályok, többek között a versenytáv is a kor elvárásainak megfelelően, időről időre változik. 2014. augusztus 3-án rendezték meg a 100. Magyar Ügetőderbyt, ahol egyszerre jelent meg az összes Ügetőderby győztes hajtó. Ezen a napon egy különleges szupersprint futamot is rendeztek, amely korábban még nem került megrendezésre.

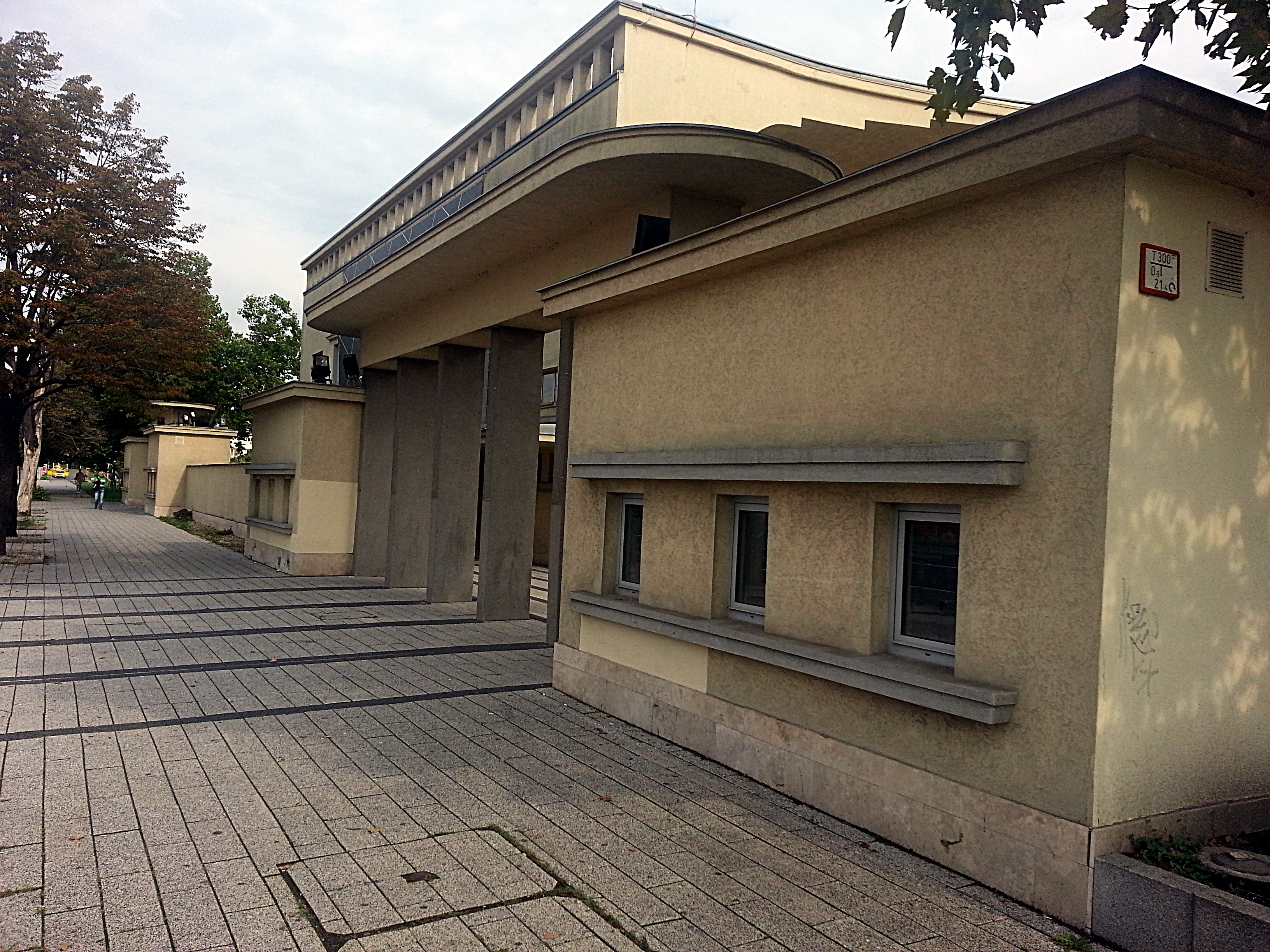
Memento I.
A műemlék, egykori Kerepesi úti főbejárat

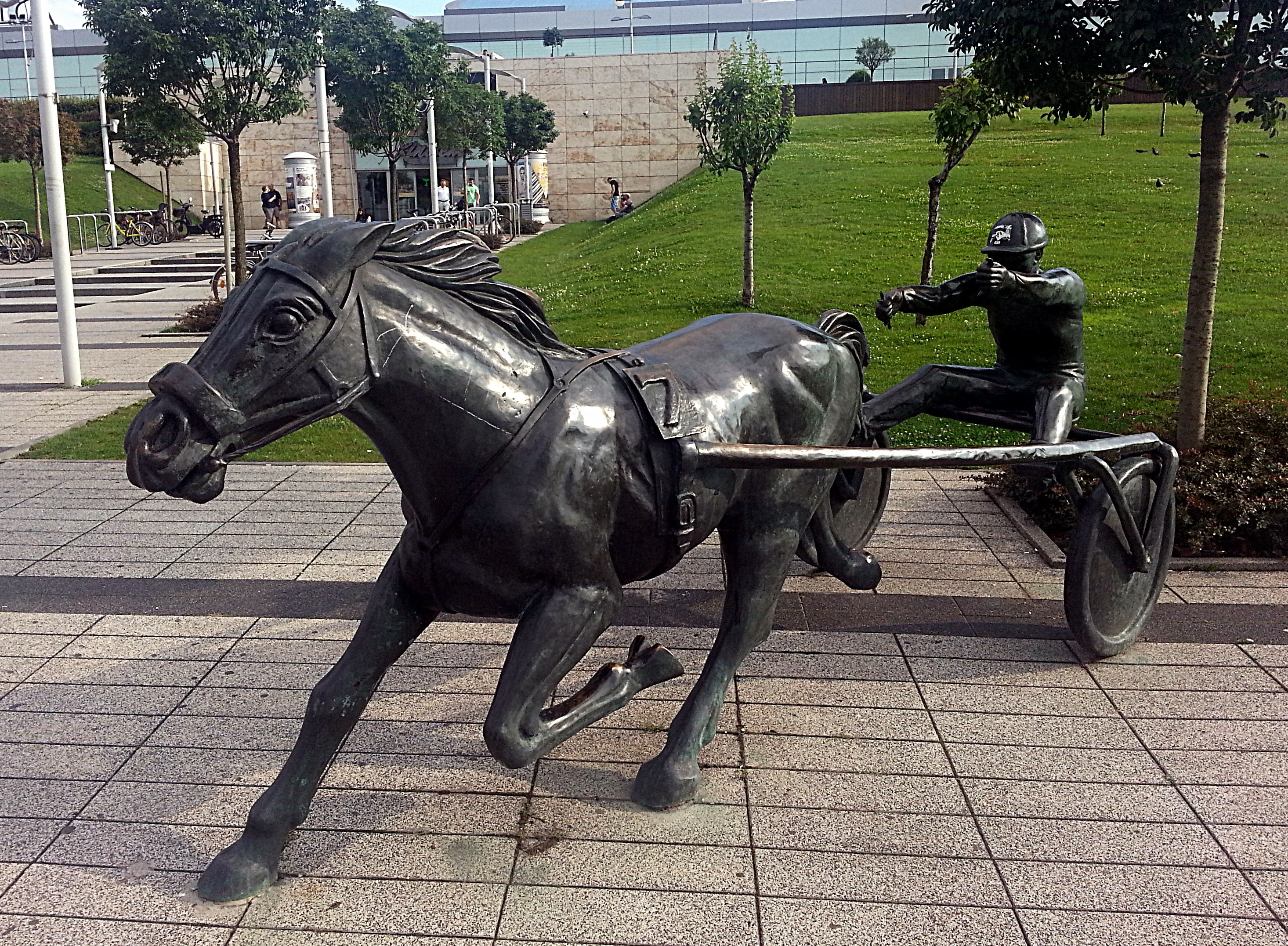
Memento II.
Az ügető hajtó. Szorcsik Lajos alkotása

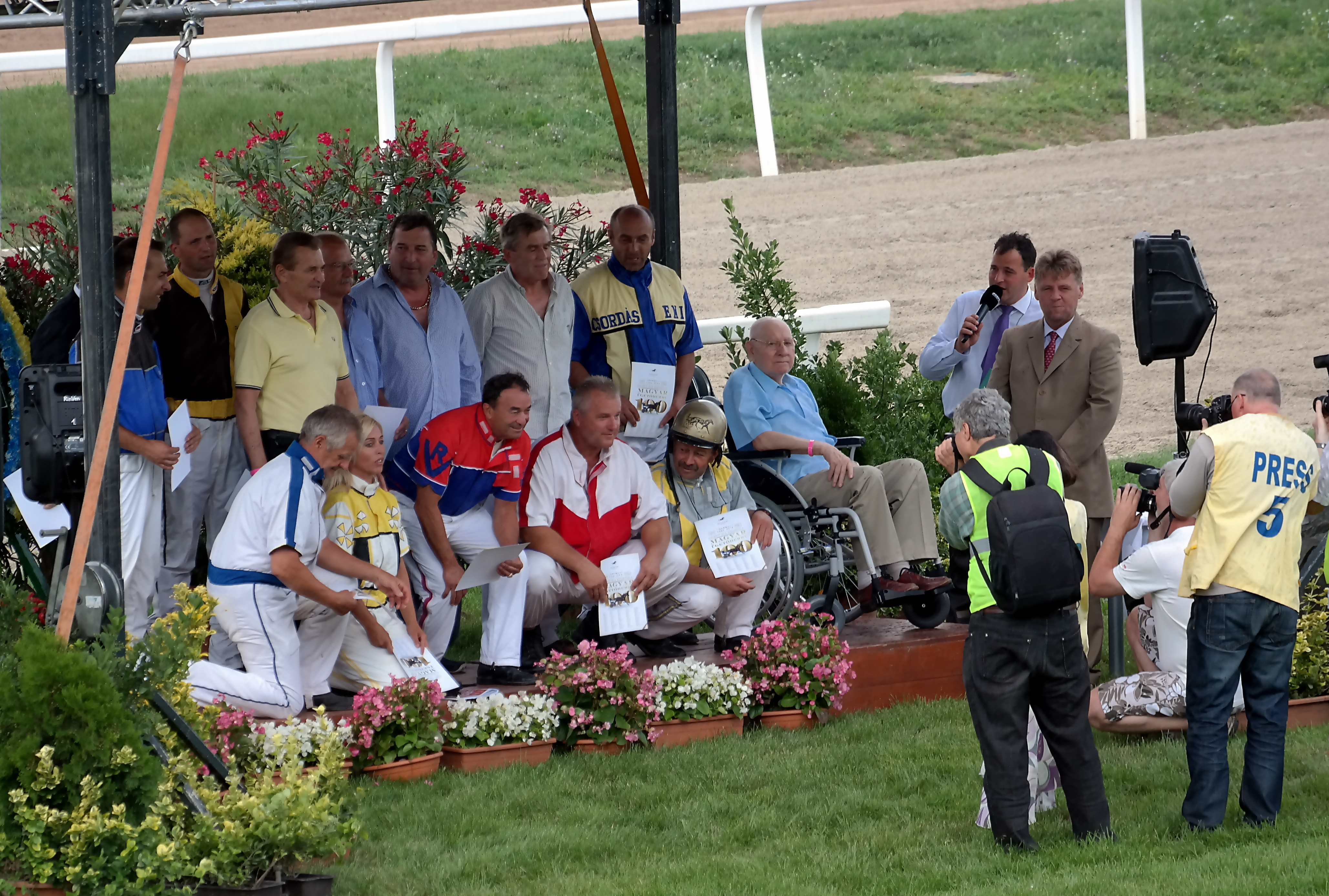
A korábbi évek győztes hajtói

## Története
1890-ig a négyéves lovak, háromezer méteres távon versenyeztek. Az első versenyt 1884 május 24.-én Nagy Tenyészverseny néven rendezték, a győztes az Anda nevű ló lett. A versenyeket nem kísérte túl nagy érdeklődés ezekben az években, így történhetett, hogy 1891-ben Barbarossa versenytárs nélkül maradt. 
Közel másfél évtizedes kihagyás után, a Budapesti Ügetőverseny Egyesület aktív tevékenysége révén, 1906-ban már az Erzsébet királyné úti pályán rendezték meg a versenyt, a korábbival azonos szabályokkal. Három derby megrendezése után hosszú szünet következett. Ennek oka az volt, hogy a galopp szakághoz hasonlóan itt is megállapodás született, miszerint az Osztrák-Magyar Monarchiában, Bécsben rendezik meg ezt a versenyt. A magyar ügető két legfontosabb versenye hosszú évtizedekig az 1905-ben illetve 1906-ban alapított Nemzeti Díj és Hungária Díj volt.
A monarchia széthullása után 1924-re érett meg a helyzet önálló derby rendezésére, ahol bécsi mintára 3250 méter volt a táv. A következő évben a BÜE a fejlődés érdekében kisebb versenyeket finanszírozott. 1927-től napjainkig, csak a háború miatt maradt el az 1945-ös verseny.
1930-ban háromezer-kétszáz méterre rövidült a pálya. 1933-ban először adott otthont a derby-nek a Kerepesi úti új ügetőpálya. A háború miatt csak 1945-ben maradt el a verseny, ezt követően azonban minden év kiemelkedő eseményévé vált az ügetőderby. 1950-ben kétezer-hatszáz méterre módosult a táv és csak a hároméves lovak kiváltsága lett a derby-n való indulás. A verseny távja még kétszer változott. 1990-ben ötszáz, 2004-ben a Kincsem Parkba költözéskor, további kétszáz méterrel módosult a rajt és a cél közötti távolság. Az autóstartos versenyben induló lovak maximális létszámát tizennégyben határozták meg.
2016-ban ismét jelentősen módosult a versenykiírás. 1944 óta először a négyéves lovak indulhattak a versenyen. Ennek megfelelően a 2015-ös mezőny jelentős része ismét bizonyíthatott. Az idősebb korosztály képességeinek megfelelően a versenytáv is módosult 1900-ról 2500 méterre.

## Ügetőderbyk kezdete Európában
- 1884 – Ausztria (4 éveseknek)
- 1884 – Magyarország (4 éveseknek 1884–1943, 3 éveseknek 1944–)
- 1892 – Oroszország (3 éveseknek 1892–1898, 4 éveseknek 1899–)
- 1895 – Németország (3 éveseknek)
- 1898 – Dánia (4 éveseknek)
- 1923 – Jugoszlávia (4 éveseknek) most Szerb Derby
- 1926 – Olaszország (3 éveseknek)
- 1928 – Svédország (4 éveseknek)
- 1932 – Norvégia (4 éveseknek)
- 1942 – Hollandia (3 éveseknek)
- 1953 – Csehszlovákia / Csehország (4 éveseknek, 1994 óta nemzetközi)
- 1970 – Finnország (4 éveseknek)
- 1991 – Szlovénia (4 éveseknek)
- 1993 – Szlovákia (4 éveseknek, nemzetközi) 2009 óta nem rendezik meg.

## Győztesek
| #                                                | Év   | Győztes ló          | Nemzetiség   | Hajtó                  | Tenyésztő                                    | Táv (m) | Idő    | Indult lovak |
| ------------------------------------------------ | ---- | ------------------- | ------------ | ---------------------- | -------------------------------------------- | ------- | ------ | ------------ |
| 1                                                | 1884 | Andal               | Magyarország | Hutschenreiter Antal   | Esterházy Miklós, Tatai ménes                | 3000    | 1.48,3 | 4            |
| 2                                                | 1885 | Dami                | Magyarország | Hutschenreiter Antal   | Üchtritz Zsigmond, Bogdányi ménes            | 3000    | 1.45,3 | 5            |
| 3                                                | 1886 | Rastelbinder        | Magyarország | Hutschenreiter Antal   | Üchtritz Zsigmond, Bogdányi ménes            | 3000    | 1.58,7 | 4            |
| 4                                                | 1887 | Regedal             | Magyarország | Hutschenreiter Antal   | Esterházy Miklós, Tatai ménes                | 3000    | 2.01,3 | 2            |
| 5                                                | 1888 | Harry G.            | Ausztria     | Harry Giddings         | Harry Giddings, Ausztria                     | 3000    | 1.39,3 | 6            |
| 6                                                | 1889 | Ajándék             | Magyarország | Hutschenreiter Antal   | Esterházy Miklós, Tatai ménes                | 3000    | 1.57,3 | 3            |
| 7                                                | 1890 | Paris               | Ausztria     | Johann Rauch           | Wawrick Ferenc, Ausztria                     | 3000    | 2.07,5 | 2            |
| 8                                                | 1891 | Barbarossa          | Magyarország | Hanzi Schmidt          | Esterházy Miklós, Tatai ménes                | 3000    | 2.10,4 | 1            |
| 1892 és 1905 között nem rendezték meg a versenyt |      |                     |              |                        |                                              |         |        |              |
| 9                                                | 1906 | Levente             | Magyarország | MacDowell              | Emresz Károly, Bánhalmai ménes               | 3000    | 1.28,9 | 5            |
| 10                                               | 1907 | Ceres               | Ausztria     | Dan Keefe              | Potocki András, Wolai ménes, Ausztria        | 3000    | 1.31,5 | 6            |
| 11                                               | 1908 | Willy               | Ausztria     | C. U. Pennock          | Wanko Lipót, Ausztria                        | 3000    | 1.31,1 | 6            |
| 1909 és 1923 között nem rendezték meg a versenyt |      |                     |              |                        |                                              |         |        |              |
| 12                                               | 1924 | Coriolanus          | Ausztria     | John Raymer            | F. Klaudy, Ausztria                          | 3250    | 1.27,9 | 6            |
| 1925-ben nem rendezték meg a versenyt            |      |                     |              |                        |                                              |         |        |              |
| 13                                               | 1926 | H. Leon             | Magyarország | Ira Ryerson            | Dr. Gárdony Pál, Pusztaberényi ménes         | 3250    | 1.31,2 | 5            |
| 14                                               | 1927 | Allegro             | Magyarország | Luigi Cassolini        | Dr. Balassa György, Battai ménes             | 3250    | 1.28,4 | 6            |
| 15                                               | 1928 | Celia               | Magyarország | Maszár Ferenc          | Deutsch Pál, Jobbágyi ménes                  | 3250    | 1.30,9 | 6            |
| 16                                               | 1929 | Charlotte           | Magyarország | Maszár Izodor          | Kirnbauer Hugó, Körmendi ménes               | 3250    | 1.34,7 | 9            |
| 17                                               | 1930 | Colorado Zealous    | Magyarország | Drago Hafner           | Salgó Lajos, Homoki ménes                    | 3200    | 1.30,2 | 6            |
| 18                                               | 1931 | Elly                | Magyarország | Fritz Irsiegler        | Kirnbauer Hugó, Körmendi ménes               | 3200    | 1.28,5 | 3            |
| 19                                               | 1932 | Nevedian            | Magyarország | Feiser Sándor II.      | Dr. Gárdony Pál, Pusztaberényi ménes         | 3200    | 1.29,0 | 8            |
| 20                                               | 1933 | Primavera           | Ausztria     | George Wiltshire       | ismeretlen, Ausztria                         | 3200    | 1.27,0 | 4            |
| 21                                               | 1934 | Tenore lánya        | Magyarország | Kovács János II.       | Sümeg Hugó, Gyarmati ménes                   | 3200    | 1.30,3 | 5            |
| 22                                               | 1935 | Ráma                | Magyarország | George Wiltshire       | Dr. Gárdony Pál, Pusztaberényi ménes         | 3200    | 1.27,9 | 6            |
| 23                                               | 1936 | Ipoly               | Magyarország | Feiser Sándor II.      | Sümeg Hugó, Gyarmati ménes                   | 3200    | 1.27,9 | 8            |
| 24                                               | 1937 | Elmés               | Magyarország | George Wiltshire       | Sümeg Hugó, Gyarmati ménes                   | 3200    | 1.29,0 | 6            |
| 25                                               | 1938 | Levente             | Magyarország | Zwillinger József      | Kimbauer Hugó, Körmendi ménes                | 3200    | 1.29,6 | 8            |
| 26                                               | 1939 | Dávid               | Magyarország | John Raymer            | Orosz Sándor, Székelyi ménes                 | 3200    | 1.28,9 | 5            |
| 27                                               | 1940 | G. H. Robinson      | Magyarország | Kovács János II.       | Wampetich Károly, Lőrinci ménes              | 3200    | 1.30,9 | 9            |
| 28                                               | 1941 | Csalóka             | Magyarország | Kovács János II.       | Szalachy Béla, Sződvárdombi ménes            | 3200    | 1.28,9 | 7            |
| 29                                               | 1942 | Ujvidék             | Magyarország | George Wiltshire       | Eszenyi Ernő, Tornyospálcai ménes            | 3200    | 1.30,3 | 8            |
| 30                                               | 1943 | Dudás               | Magyarország | Jónás Lajos            | Mezőgazdasági Ipar Rt., Toponár              | 3200    | 1.27,8 | 8            |
| 31                                               | 1944 | Zombor              | Magyarország | Fityó Antal            | Kunffy Lajos, Fácánkerti ménes               | 3200    | 1.28,1 | 13           |
| 1945-ben nem rendezték meg a versenyt            |      |                     |              |                        |                                              |         |        |              |
| 32                                               | 1946 | Koppány             | Magyarország | Kovács János II.       | Dóra Pál, Dunapenteli ménes                  | 2600    | 1.29,0 | 6            |
| 33                                               | 1947 | Fantom              | Magyarország | Marschall József       | Nemzeti Földművelő Rt., Újberek              | 2600    | 1.31,9 | 11           |
| 34                                               | 1948 | Lobogó              | Magyarország | Kovács István          | Cukrász Aladár, Budapest                     | 2600    | 1.31,1 | 4            |
| 35                                               | 1949 | Margaret Glass      | USA          | Marschall József       | Henry H. Knight, Nicholasville, USA          | 2600    | 1.29,6 | 7            |
| 36                                               | 1950 | Rekorder            | USA          | Marschall József       | Henry H. Knight, Nicholasville, USA          | 2600    | 1.23,4 | 4            |
| 37                                               | 1951 | Sophie Song         | USA          | Marschall Róbert       | Max M. Vas és J.F. Edwards, USA              | 2600    | 1.31,6 | 5            |
| 38                                               | 1952 | Leányka fia         | Magyarország | Kovács János II.       | Evetovics Ferenc, Budapest                   | 2600    | 1.28,4 | 6            |
| 39                                               | 1953 | Aba                 | Magyarország | Gönczi Ernő            | Pusztaberényi ménes                          | 2600    | 1.29,5 | 5            |
| 40                                               | 1954 | Bizalmas            | Magyarország | Kovács Mihály          | Pusztaberényi ménes                          | 2600    | 1.28,1 | 5            |
| 41                                               | 1955 | Csapodár            | Magyarország | Kőszegi Pál            | Rádiházi ménes                               | 2600    | 1.28,5 | 7            |
| 42                                               | 1956 | Dakota              | Magyarország | Kovács János           | Pusztaberényi ménes                          | 2600    | 1.29,0 | 11           |
| 43                                               | 1957 | Eros                | Magyarország | Ferge László           | Rádiházi ménes                               | 2600    | 1.28,3 | 7            |
| 44                                               | 1958 | Faust               | Magyarország | Jónás Lajos            | Pusztaberényi ménes                          | 2600    | 1.28,1 | 8            |
| 45                                               | 1959 | Gházi               | Magyarország | Kovács János II.       | Somogysárdi ménes                            | 2600    | 1.26,2 | 7            |
| 46                                               | 1960 | Hókás               | Magyarország | Konta Dezső            | Somogysárdi ménes                            | 2600    | 1.27,2 | 7            |
| 47                                               | 1961 | Ipse                | Magyarország | Mezőfi Gyula           | Rádiházi ménes                               | 2600    | 1.27,3 | 7            |
| 48                                               | 1962 | Jo-jo               | Magyarország | Gönczi Ernő            | Rádiházi ménes                               | 2600    | 1.27,9 | 10           |
| 49                                               | 1963 | Kabala              | Magyarország | Konta Dezső            | Rádiházi ménes                               | 2600    | 1.25,5 | 7            |
| 50                                               | 1964 | Lőwér               | Magyarország | Konta Dezső            | Pusztaberényi ménes                          | 2600    | 1.28,2 | 7            |
| 51                                               | 1965 | Marcelo             | Olaszország  | Szabó István           | ismeretlen, Olaszország                      | 2600    | 1.28,0 | 7            |
| 52                                               | 1966 | Normafa             | Magyarország | Németh László          | Mezőhegyesi ménes                            | 2600    | 1.26,5 | 7            |
| 53                                               | 1967 | Orlando             | Magyarország | Marschall József       | Somogysárdi ménes                            | 2600    | 1.29,7 | 10           |
| 54                                               | 1968 | Pán                 | Magyarország | Marschall József       | Mezőhegyesi ménes                            | 2600    | 1.26,3 | 7            |
| 55                                               | 1969 | Rocco               | Magyarország | Istók Ferenc           | Somogysárdi ménes                            | 2600    | 1.26,8 | 7            |
| 56                                               | 1970 | Super Hanover       | Magyarország | Menyhért Ferenc        | Somogysárdi ménes                            | 2600    | 1.26,2 | 7            |
| 57                                               | 1971 | Tóbiás              | Magyarország | Istók Ferenc           | Somogysárdi ménes                            | 2600    | 1.24,6 | 7            |
| 58                                               | 1972 | Unalmas             | Magyarország | Kajári Vince           | Somogysárdi ménes                            | 2600    | 1.27,1 | 7            |
| 59                                               | 1973 | Vak Bottyán         | Magyarország | Marschall József       | Mezőhegyesi ménes                            | 2600    | 1.27,6 | 10           |
| 60                                               | 1974 | Zöldfülű            | Magyarország | Varsányi Ottó          | Mezőhegyesi ménes                            | 2600    | 1.26,5 | 9            |
| 61                                               | 1975 | Api                 | Magyarország | Menyhért Ferenc        | Somogysárdi ménes                            | 2600    | 1.24,1 | 9            |
| 62                                               | 1976 | Bárnő               | Magyarország | Soós Imre              | Mezőhegyesi ménes                            | 2600    | 1.26,3 | 11           |
| 63                                               | 1977 | Csínom Palkó        | Magyarország | Fischer István         | Mezőhegyesi ménes                            | 2600    | 1.24,6 | 11           |
| 64                                               | 1978 | Dicső               | Magyarország | Papp Albert            | Mezőhegyesi ménes                            | 2600    | 1.24,4 | 11           |
| 65                                               | 1979 | Etüd                | Magyarország | Vilcsek Ferenc         | Rádiházi ménes                               | 2600    | 1.25,8 | 16           |
| 66                                               | 1980 | Föl-le              | Magyarország | Ferge László           | Mezőhegyesi ménes                            | 2600    | 1.26,5 | 8            |
| 67                                               | 1981 | Gábor               | Magyarország | Gál János              | Mezőhegyesi ménes                            | 2600    | 1.23,1 | 8            |
| 68                                               | 1982 | Hot-dog             | Magyarország | Ferge László           | Mezőhegyesi ménes                            | 2600    | 1.25,6 | 8            |
| 69                                               | 1983 | Ifiúr               | Magyarország | Ferge László           | Mezőhegyesi ménes                            | 2600    | 1.24,6 | 10           |
| 70                                               | 1984 | Jágó                | Magyarország | Eszes Mátyás           | Somogysárdi ménes                            | 2600    | 1.25,2 | 10           |
| 71                                               | 1985 | Komornyik           | Magyarország | Eszes Mátyás           | Határőr Mgtsz., Babócsa                      | 2600    | 1.25,3 | 11           |
| 72                                               | 1986 | Lázálom             | Magyarország | Istók Ferenc           | Mezőhegyesi ménes                            | 2600    | 1.25,8 | 10           |
| 73                                               | 1987 | Mount               | Magyarország | Paulovicz János II.    | Orosházi ménes                               | 2600    | 1.26,7 | 14           |
| 74                                               | 1988 | Nemecsek            | Magyarország | Eszes Mátyás           | Határőr Mgtsz., Babócsa                      | 2600    | 1.25,2 | 12           |
| 75                                               | 1989 | Ölyv                | Magyarország | Hofgart József         | Somogysárdi ménes                            | 2600    | 1.25,3 | 13           |
| 76                                               | 1990 | Póz                 | Magyarország | Paulovicz János II.    | Somogysárdi ménes                            | 2600    | 1.26,2 | 14           |
| 77                                               | 1991 | Rianó               | Magyarország | Dusan Blazsin          | Határőr Mgtsz., Babócsa                      | 2100    | 1.23,5 | 13           |
| 78                                               | 1992 | Sugár               | Magyarország | Fábián Zsolt           | Rádiházi ménes                               | 2100    | 1.22,0 | 14           |
| 79                                               | 1993 | Claudio Ms.         | Svédország   | Marschall István       | Hansson Stig. Mölelberga Stuteri, Svédország | 2100    | 1.22,5 | 16           |
| 80                                               | 1994 | Up Star             | Magyarország | Büki Gábor             | Gyimesi Anikó, Budapest                      | 2100    | 1.22,7 | 12           |
| 81                                               | 1995 | Williams            | Magyarország | Kumor Péter            | Új Élet Mgtsz., Orosháza                     | 2100    | 1.20,4 | 12           |
| 82                                               | 1996 | Zsoltány            | Magyarország | Marschall István       | Somogysárdi ménes                            | 2100    | 1.20,9 | 12           |
| 83                                               | 1997 | Anikó Star          | Magyarország | Árkos Péter            | Tamax Gmk., Budapest                         | 2100    | 1.21,0 | 12           |
| 84                                               | 1998 | Belami              | Magyarország | ifj. Bisbac Dániel am. | Marschall István, Kakucs                     | 2100    | 1.18,8 | 12           |
| 85                                               | 1999 | Csábos              | Magyarország | Dénes Áron             | MÁM Rt., Mezőhegyes                          | 2100    | 1.19,5 | 12           |
| 86                                               | 2000 | Detroit             | Magyarország | Fazekas Imre           | Kabala Ménes Kft., Rádiháza                  | 2100    | 1.20,5 | 12           |
| 87                                               | 2001 | Elegant Yankee      | Magyarország | Dénes Áron             | Fekete László, Budapest                      | 2100    | 1.19,0 | 12           |
| 88                                               | 2002 | Freya               | Magyarország | Vicen Pál              | Kabala Ménes Kft., Rádiháza                  | 2100    | 1.20,9 | 12           |
| 89                                               | 2003 | Grál-lovag          | Magyarország | Csordás Emil           | Kabala Ménes Kft., Rádiháza                  | 2100    | 1.20,6 | 11           |
| 90                                               | 2004 | Hitelező            | Magyarország | Szabó Krisztina am.    | Kabala Ménes Kft., Rádiháza                  | 1900    | 1.17,6 | 14           |
| 91                                               | 2005 | Illetmény           | Magyarország | Tóth László            | Kabala Ménes Kft., Rádiháza                  | 1900    | 1.17,2 | 13           |
| 92                                               | 2006 | Jungfrau            | Magyarország | Fazekas Imre           | Hozam Rt., Szolnok                           | 1900    | 1.18,3 | 11           |
| 93                                               | 2007 | Kentish Boy         | Magyarország | Fazekas Imre           | Kabala Ménes Kft., Rádiháza                  | 1900    | 1.17,8 | 13           |
| 94                                               | 2008 | London              | Magyarország | Dénes Áron             | Kabala Ménes Kft., Rádiháza                  | 1900    | 1.17,5 | 12           |
| 95                                               | 2009 | Merengő             | Magyarország | Várhidi Róbert         | Bagó Lajos, Budapest                         | 1900    | 1.16,2 | 11           |
| 96                                               | 2010 | Naná                | Magyarország | Fazekas Imre           | Kaszás Gergő, Budapest                       | 1900    | 1.15,7 | 9            |
| 97                                               | 2011 | Oguz                | Magyarország | Fazekas Imre           | Kabala Ménes Kft., Rádiháza                  | 1900    | 1.18,8 | 12           |
| 98                                               | 2012 | Paperboy            | Magyarország | Veljko Mazsity         | Kabala Ménes Kft., Rádiháza                  | 1900    | 1.20,4 | 7            |
| 99                                               | 2013 | Radium Boy          | Magyarország | Veljko Mazsity         | Kabala Ménes Kft., Rádiháza                  | 1900    | 1.17,2 | 10           |
| 100                                              | 2014 | Szerelmes R.        | Magyarország | Juhász Balázs          | Kabala Ménes Kft., Rádiháza                  | 1900    | 1.17,2 | 10           |
| 101                                              | 2015 | Tonnyó              | Magyarország | Kolozsi László         | Kulik Ferenc, Orosháza                       | 1900    | 1.16,6 | 9            |
| 102                                              | 2016 | Time To Say Goodbye | Magyarország | Márton Lajos           | AMMA Lóverseny Kft.                          | 2500    | 1.18,9 | 11           |
| 103                                              | 2017 | Úrilány R.          | Magyarország | Veljko Mazsity         | Hico Versenyistálló Bt.                      | 2500    | 1.17,4 | 13           |
| 104                                              | 2018 | Veronica Fling      | Magyarország | Veljko Mazsity         | Kabala Ménes Kft., Rádiháza                  | 2500    | 1.18,2 | 9            |
| 105                                              | 2019 | Zsenerőz            | Szlovénia    | Mitja Slavic           | Kabala Ménes Kft., Rádiháza                  | 2500    | 1.18,0 | 12           |
| 106                                              | 2020 | Atomanti M          |              | Goran Zolnaji          | Mezőhegyesi Állami Ménes Kft.                | 2500    | 1:21,7 | 10           |
| 107                                              | 2021 | Borutka             |              | Lakatos Csaba          | Illetmény Kft., Kiskunmajsa                  | 2500    | 1:17,6 | 12           |
| 108                                              | 2022 | Csak a szél         |              | Fazekas Imre           | Nauru Bt.                                    | 2500    |        | 12           |
| 109                                              | 2023 | Devoted             |              | Csordás Emil           | Pekker György, Budapest                      | 2500    | 1:17,7 | 12           |
| 110                                              | 2024 | Enjoy               |              | Fazekas Imre           | Prolongo Import-Export Kft                   | 2500    | 1:15,0 | 11           |
| 111                                              | 2025 | Freya T Boko        |              | Michael Nimczyk        | Boko Stables HBV & Milan Tisma, Szerbia      | 2500    | 1:15,1 | 9            |

Megjegyzés: Az ügetőlovak neveinek kezdőbetűje évjáratonként azonos. A győztesek táblázatában 1953-tól ez a szabály nyomon követhető. A galopp lovak kezdőbetűje általában az anya nevének első karakterével azonos.

## A 2009-es derby „M”

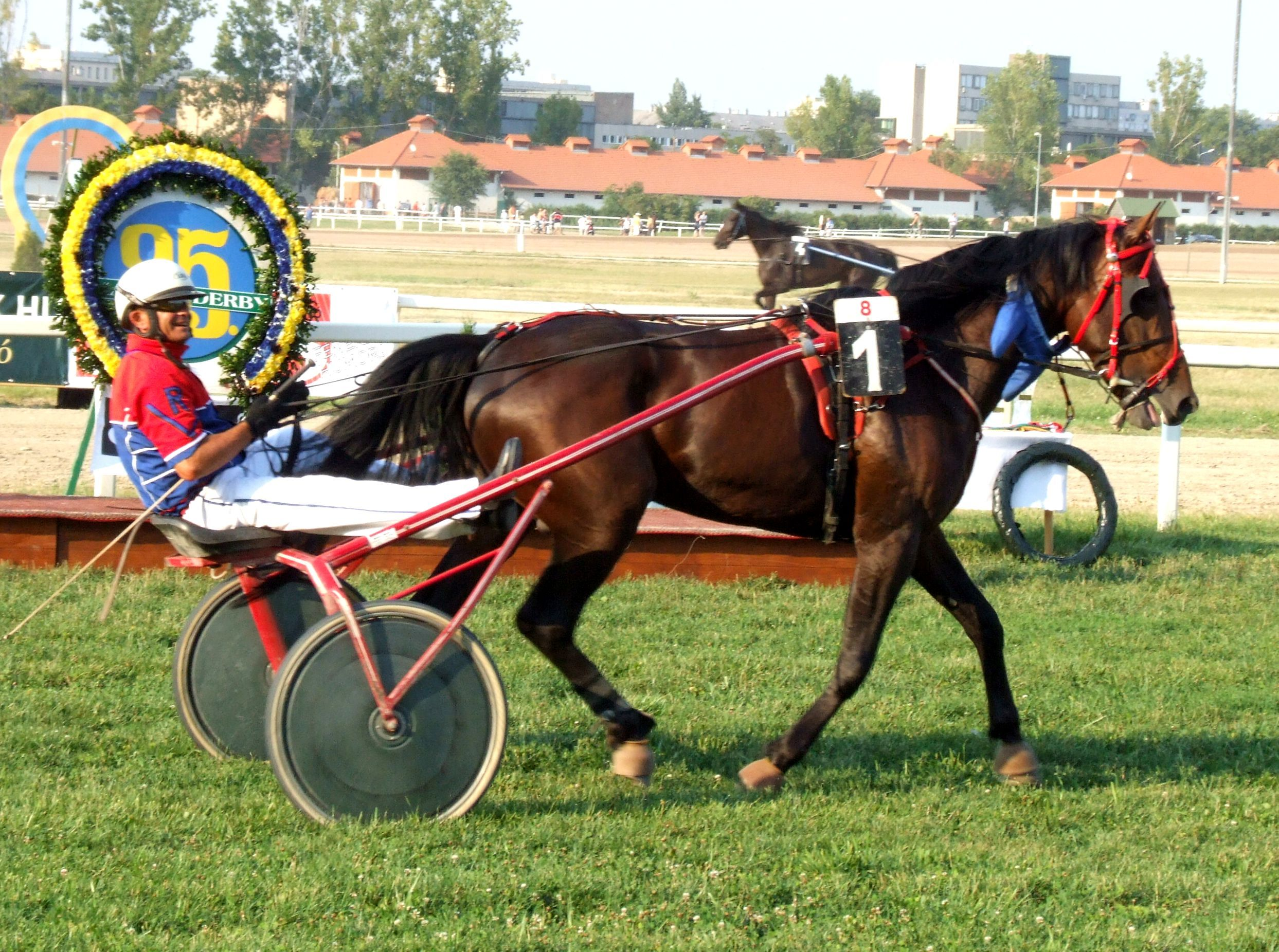
A 95. Magyar Ügetőderby győztese: Merengő, hajtója: Várhidi Róbert

A 95. Magyar Ügetőderby 2009. augusztus 2-án került megrendezésre.
13 ló rendelkezett érvényes kvalifikációval, mert közvetlenül a verseny előtt, az esélyes  Menedzsert és a Május nevű lovat, egészségügyi problémák miatt visszaléptették. A versenyt a kemény pálya és a hőség ellenére Merengő nyerte, papírforma győzelmet aratva. Második helyre, az egyre jobb formába kerülő, de ezen a versenyen előzetesen nem jegyzett, Mikes futott be. Magna Charta harmadik helye pedig a Turf általi várakozásokkal szemben csak egy helyezéssel lett rosszabb.

### A 95. Magyar Ügetődeby indulói
| Rajtszám | Versenyló    | Hajtó            | Tenyésztő            | Idomár           | Helyezés | Idő    |
| -------- | ------------ | ---------------- | -------------------- | ---------------- | -------- | ------ |
| 1        | Merengő      | Várhidi Róbert   | Bagó Lajos, Budapest | Várhidi Róbert   | 1.       | 1.16,2 |
| 2        | Magna Charta | Csordás Emil     |                      | Csordás Emil     | 3.       | 1:17,6 |
| 3        | Nikita       | V.Mazsity        |                      | V.Mazsity        | 5.       | 1:17,9 |
| 4        | Masterpiece  | Fazekas Imre     |                      | Fazekas Imre     | gal.     |        |
| 5        | Itaka        | Papp István      |                      | V.Mazsity        | gal.     |        |
| 6        | Mikes        | Varga Sándor     |                      | Rutkai J.        | 2.       | 1:17,4 |
| 8        | Mamma Roma   | Marschall István |                      | Marschall István | 8.       | 1:20,6 |
| 10       | Motiváló     | Lakatos Csaba    |                      | V.Mazsity        | 4.       | 1:17,8 |
| 11       | Montgomery   | Tarsoly Róbert   |                      | Fazekas Imre     | 9.       | 1:22,1 |
| 12       | Mariska      | Kolozsi László   |                      | Kolozsi László   | 7.       | 1:18,9 |
| 13       | Magic Boy    | Tolnay László    |                      | Tolnay László    | 6.       | 1:18,9 |

## A 2010-es derby „N”

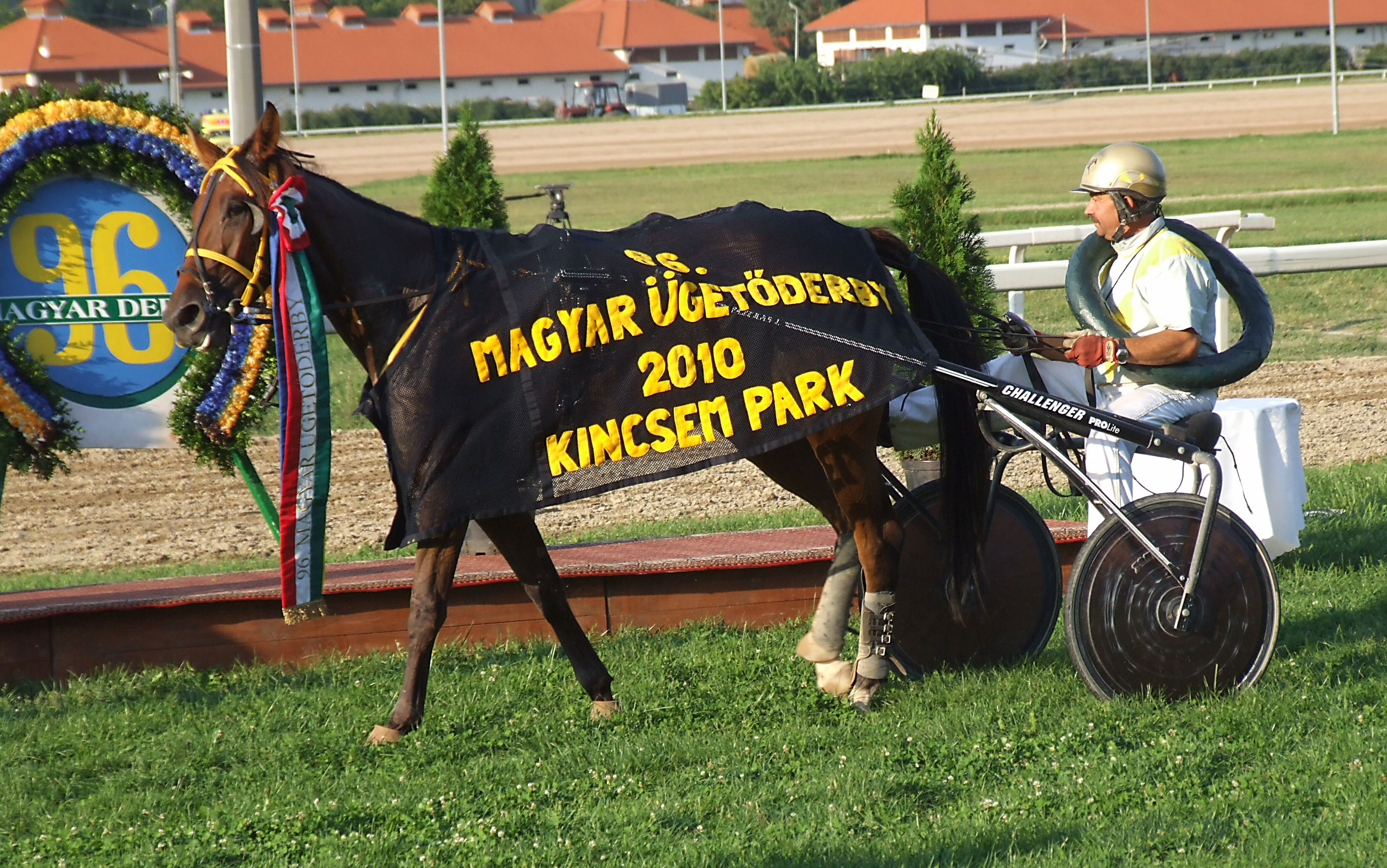
A 96. Magyar Ügetőderby győztese Naná és hajtója Fazekas Imre

A 96. Magyar Ügetőderby 2010. augusztus 8-án került megrendezésre.
A versenyt a Kaszás Gergő színművész által tenyésztett kanca, Naná nyerte, hajtójával Fazekas Imrével, akinek ez volt a negyedik derby győzelme. A harmadik helyen, Nemes Úr nevű lovával Lakatos Csaba végzett. A rajt után No Not Me (Veljko Mazsity) állt az élre, és úgy tűnt, hogy rajt-cél győzelmet arat, de a cél előtti egyenes kanyarban Naná megelőzte és nyert 1.15,7-es időeredménnyel, új pályacsúcsot beállítva a 2010-es ügetőderbyn. A korábbi csúcsot a 2009-es derby-n Merengő állította be.

### A 96. Magyar Ügetőderby indulói
Az előzetes eredmények alapján a Magyar Turf esélylatolgatása alapján No Not Me – Nacho Nico – Nemes Úr – Naná, jött számításba.
| Rajtszám | Versenyló  | Hajtó           | Tenyésztő                     | Idomár         | Helyezés          | Idő               |
| -------- | ---------- | --------------- | ----------------------------- | -------------- | ----------------- | ----------------- |
| 1        | Nobody     | Nagy Ferenc II. | Csordás Emil, Budapest        | Csordás Emil   | 4.                | 1.17,2            |
| 2        | Nemes Úr   | Lakatos Csaba   | Kabala Ménes Kft., Budapest   | Veljko Mazsity | 3.                | 1.16,7            |
| 3        | No Not Me  | Veljko Mazsity  | Hico Bt., Budapest            | Veljko Mazsity | 2.                | 1.16,5            |
| 4        | No fear    | Dénes Áron      | Hico Bt., Budapest            | Veljko Mazsity | Diszkvalifikálták | Diszkvalifikálták |
| 5        | Nelson     | Horváth Zoltán  | AMMA Rt., Budapest            | Budai Attila   | Diszkvalifikálták | Diszkvalifikálták |
| 6        | Nacho Nico | Varga Sándor    | WUKK Kft., Budapest           | Varga Sándor   | 5.                | 1.17,7            |
| 7        | Noble Rose | Budai Attila    | Peter Rosental Kft., Budapest | Budai Attila   | 6.                | 1.17,9            |
| 8        | Naná       | Fazekas Imre    | Kaszás Gergő, Budapest        | Fazekas Imre   | 1.                | 1.15,7            |
| 9        | Night Lady | Hajnal Tibor    | Kabala Ménes Kft., Budapest   | Hajnal Tibor   | 7.                | 1.22,4            |

## A 2011-es derby „O, Ö, Ő”

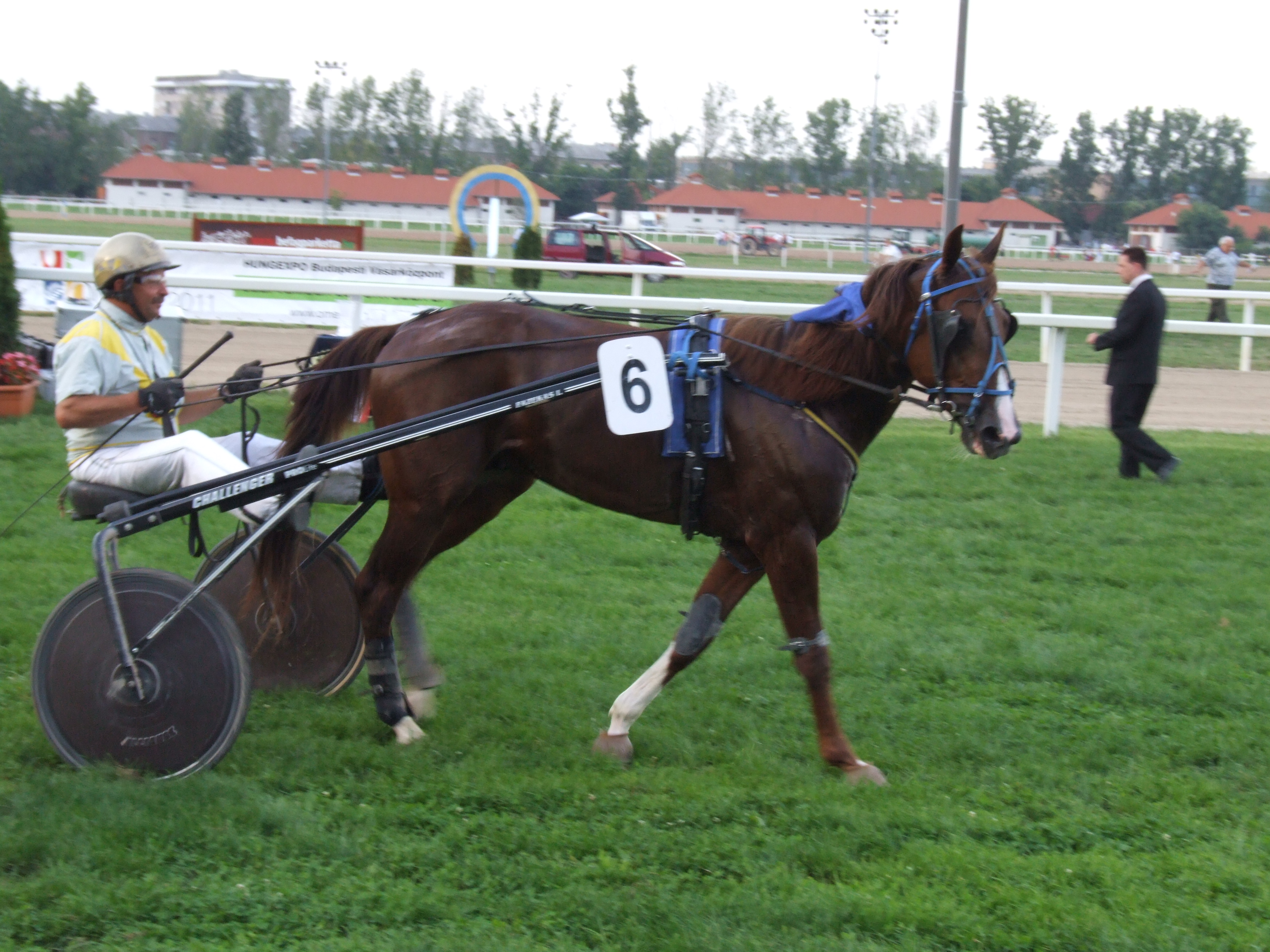
A 97. Magyar Ügetőderby győztese: Oguz, hajtója és trénere: Fazekas Imre

A 97. Magyar Ügetőderby 2011. augusztus 7-én került megrendezésre.
Az előző derby győztes hajtója, Fazekas Imre duplázott, rajt cél győzelmet aratva Oguz-zal. Ezen a versenyen Fazekas hajtóként az ötödik, trénerként a hatodik derby győzelmét aratta.
A startnál a verseny nagy favoritja Orlando Blomm szabálytalankodott, galoppozott, ezért kizárták a versenyből. Ezzel a kevésbé sikeres lovak is, esélyt kaptak, hogy a versenyben jobb helyezést érjenek el, esetleg meg is nyerjék. A hajrában Oguz sikeresen verte vissza, a célegyenesben Ortega támadását, ezzel győzött, a harmadik helyre Opal River futott be. Díjazottak voltak még: Öttusázó, Oliver Twist és Olajfás.

### A 97. Magyar Ügetődeby indulói
A Magyar Turf esélylatolgatása: Orlando Bloom – Ortega – Oguz – Oliver Twist
| Rajtszám | Versenyló      | Hajtó               | Tenyésztő                         | Idomár         | Helyezés          | Idő               |
| -------- | -------------- | ------------------- | --------------------------------- | -------------- | ----------------- | ----------------- |
| 1        | Oliver Twist   | Veljko Mazsity      | Hico Versenyistálló Bt., Budapest | Veljko Mazsity | 5.                | 1.19,8            |
| 2        | Obi Van Kenobi | Csordás Emil        | Csordás Emil, Budapest            | Csordás Emil   | Diszkvalifikálták | Diszkvalifikálták |
| 3        | Ortega         | Márton Lajos        | Szabó Ibolya, Pénzesgyőr          | Papp István    | 2.                | 1.18,9            |
| 4        | Orlando Bloom  | Nagyváry Andrea am. | Kerti Sándor, Kiskunmajsa         | Fazekas Imre   | Diszkvalifikálták | Diszkvalifikálták |
| 5        | Ottey Boss     | Tóth László         | Hico Versenyistálló Bt., Budapest | Veljko Mazsity | Diszkvalifikálták | Diszkvalifikálták |
| 6        | Oguz           | Fazekas Imre        | Kabala Ménes Kft., Rádiháza       | Fazekas Imre   | 1.                | 1.18,8            |
| 7        | Olajfás        | Turbucz Sándor am.  | Kabala Ménes Kft., Rádiháza       | Kolozsi László | 6.                | 1.19,9            |
| 8        | Opal River     | Dénes Áron          | Kabala Ménes Kft., Rádiháza       | Dénes Áron     | 3.                | 1.19,6            |
| 9        | Overseas       | Földi Péter         | Horse Racing Bt., Budapest        | Fazekas Imre   | 9.                | 1.22,1            |
| 10       | Öttusázó       | Kolozsi László      | Kabala Ménes Kft., Rádiháza       | Kolozsi László | 4.                | 1.19,6            |
| 11       | Opál lány      | Lakatos Csaba       | Bagó Lajos, Budapest              | ifj. Döme Imre | 8.                | 1.20,2            |
| 12       | Őszi Fény      | Tolnay László       | Kabala Ménes Kft., Rádiháza       | Tolnay László  | 7.                | 1.20,0            |

## A 2012-es derby „P”

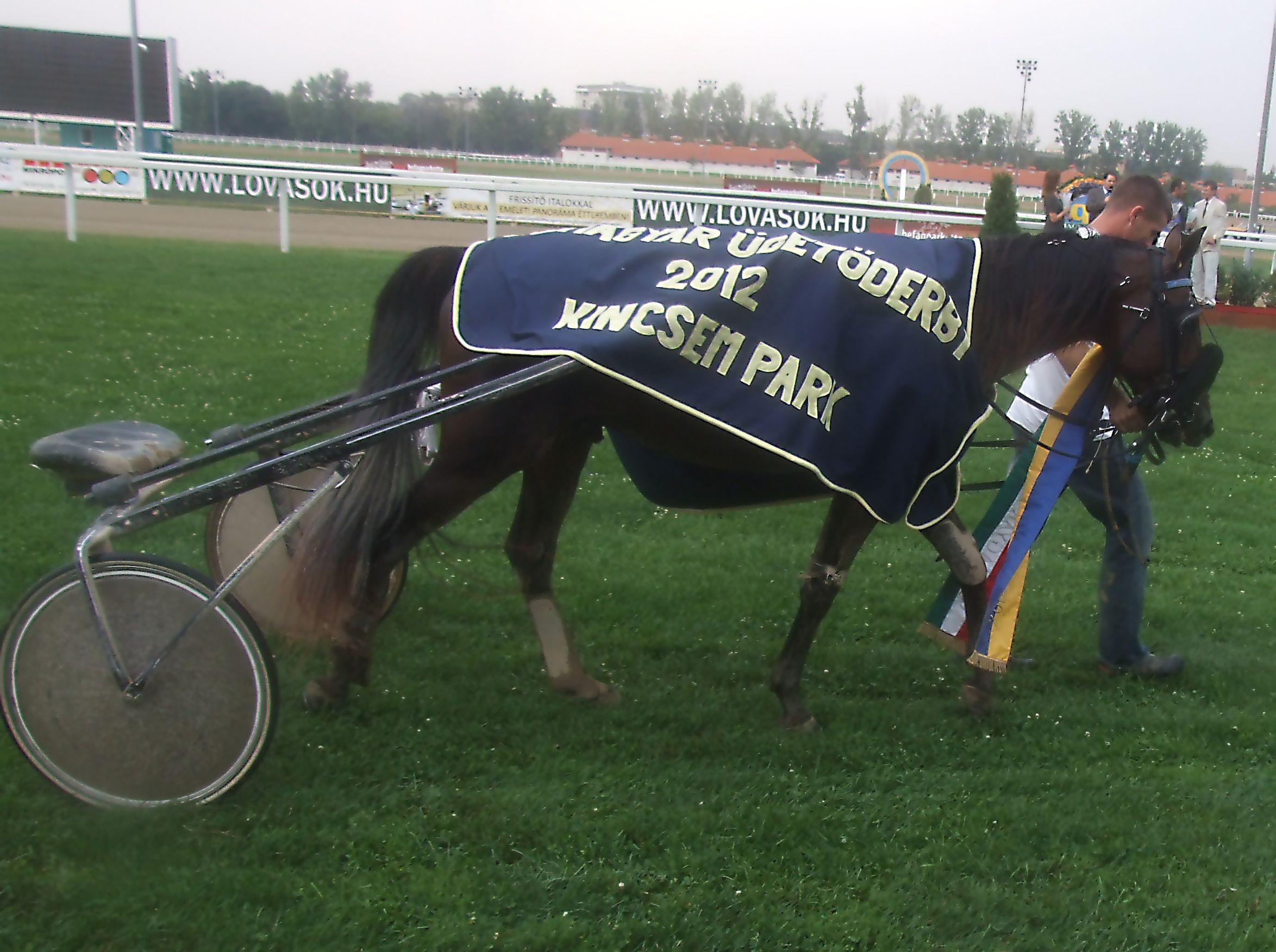
A 98. Magyar Ügetőderby győztese: Paperboy

A 98. Magyar Ügetőderby 2012. augusztus 5-én került megrendezésre.
A 8 millió forintos összdíjazású versenyre előzetesen tizenegy lovat neveztek, a startlistára azonban már nem került fel Philadelphia, Pentatlon és Pipacsos neve sem.
A verseny napján a mezőny hét fősre csökkent, az első helyen favorizált Palkót -állatorvosi javaslatra- visszaléptették. A rajt előtti vihar ellenére ideális feltételek mellett sikerült megrendezni a versenyt, amelyen Puszedli azonnal az élre állt, nyomában a Poéta nevű versenyzővel, aki végig követte. Az utolsó száz méteren Papirboy "kívülről" sikeres támadást indított és állva hagyta az addig élen álló lovakat.
A győztes ló tulajdonosa: Csákány Judit (Hico Versenyistálló Bt.); a tenyésztő: dr. Török László (Kabala Ménes Kft.); a ló hajtója, Veljko Mazsity a tréner is volt egyben.

### A 98. Magyar Ügetődeby indulói
| Rajtszám | Versenyló    | Hajtó          | Tenyésztő                   | Idomár | Helyezés          | Idő               |
| -------- | ------------ | -------------- | --------------------------- | ------ | ----------------- | ----------------- |
| 1        | Patricia     | Juhász Balázs  |                             |        | 4.                | 1.21,1            |
| 2        | Poéta        | Kolozsi László |                             |        | 2.                | 1.20,7            |
| 3        | Palkó        | Juhász Dóra    |                             |        | Visszalépett      | Visszalépett      |
| 4        | Paperboy     | Veljko Mazsity | Kabala Ménes Kft., Rádiháza |        | 1.                | 1.20,4            |
| 5        | Puszedli     | Lakatos Csaba  |                             |        | 3.                | 1.20,8            |
| 6        | Platina Lady | Fazekas Imre   |                             |        | 6.                | 1.23,9            |
| 7        | Primusz      | Fábián Zsolt   |                             |        | Diszkvalifikálták | Diszkvalifikálták |
| 8        | Pókerarc     | Tóth László    |                             |        | 5.                | 1.21,5            |

## A 2013-as derby „R”

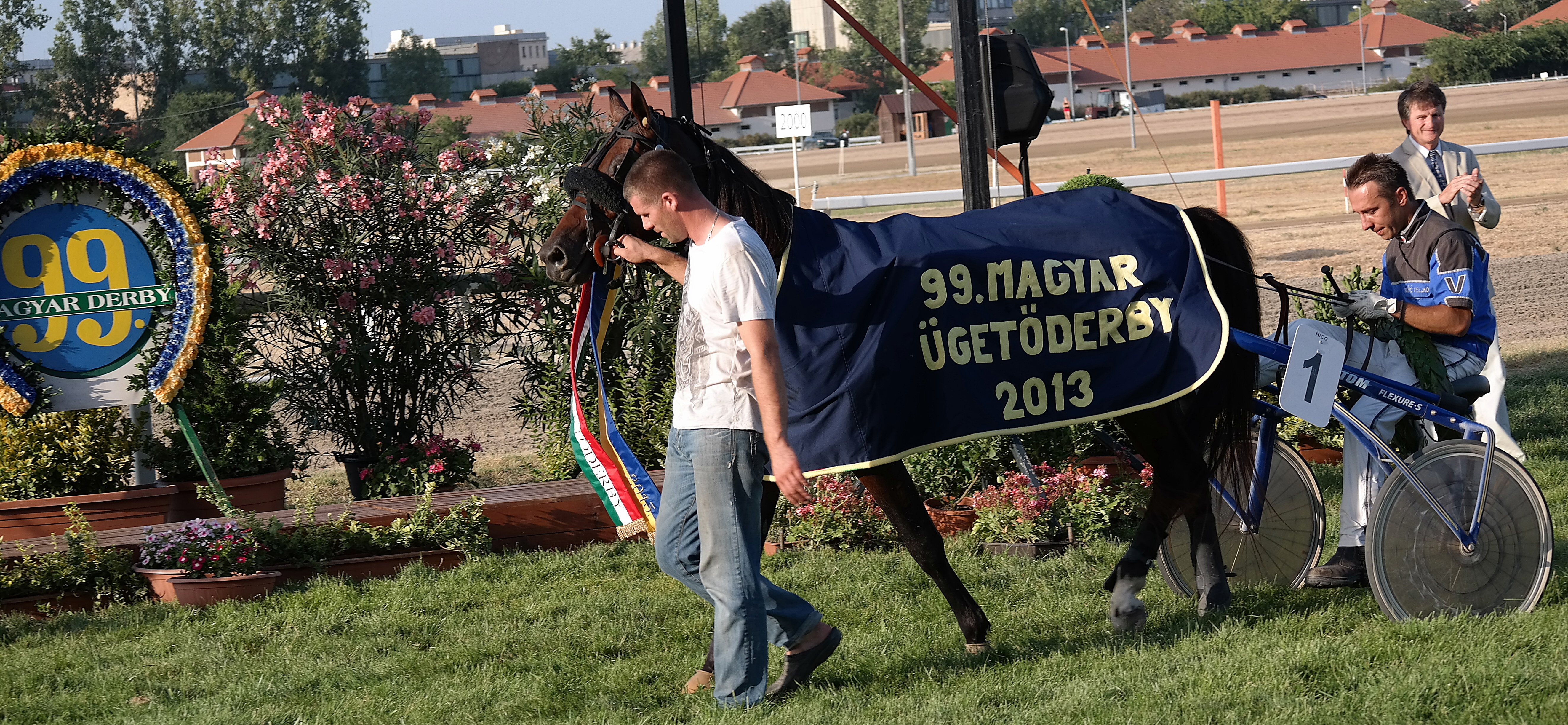
A 99. Magyar Ügetőderby győztese: Radium Boy, hajtója: Veljko Mazsity

A 99. Magyar Ügetőderby 2013. augusztus 4-én került megrendezésre.
A 9 millió forintos összdíjazású versenyre előzetesen tíz lovat neveztek be, melyből nyolc Wall Street Banker ivadék volt. A versenynapot a Sport 1 élőben, a Sport 2 pedig felvételről közvetítette.
A Magyar Turf esélylatolgatása: Radium Boy – Racing Athlete – Royal Flesh – Reménysugár
A versenyben Radium Boy a célegyenes előtti kanyarban támadást indított az addig vezető Royal Flesh és Rózsakert ellen és fölényes győzelmet aratott, akik szintén dobogós helyezést értek el. Radium Boy, a Kabala (Rádiházi) Ménes Kft. tizenhetedik derby győzelmét szerezte meg ezzel a győzelmével.

### A 99. Magyar Ügetődeby indulói
| Rajtszám | Versenyló      | Hajtó          | Tenyésztő                   | Idomár | Helyezés          | Idő               |
| -------- | -------------- | -------------- | --------------------------- | ------ | ----------------- | ----------------- |
| 1        | Radium Boy     | Veljko Mazsity | Kabala Ménes Kft., Rádiháza |        | 1.                | 1.17.2            |
| 2        | Royal Flesh    | Márton Lajos   |                             |        | 2.                | 1.17.6            |
| 3        | Rózsakert      | Juhász Balázs  |                             |        | 3.                | 1.17.9            |
| 4        | Reménysugár    | Fazekas Imre   |                             |        | 6.                | 1.18.8            |
| 5        | Racing Athlete | Vicen Pál      |                             |        | Diszkvalifikálták | Diszkvalifikálták |
| 6        | Reine Fille    | Lakatos Csaba  |                             |        | 4.                | 1.18.6            |
| 7        | Rubino TIM     | Hajnal Tibor   |                             |        | 7.                | 1.18.9            |
| 8        | Rimella        | Budai Attila   |                             |        | 8.                | 1.22.8            |
| 9        | Raffaello      | Kolozsi László |                             |        | 5.                | 1.18.7            |
| 10       | Red Stone      | Varga Sándor   |                             |        | Diszkvalifikálták | Diszkvalifikálták |

## A 2014-es derby „S”

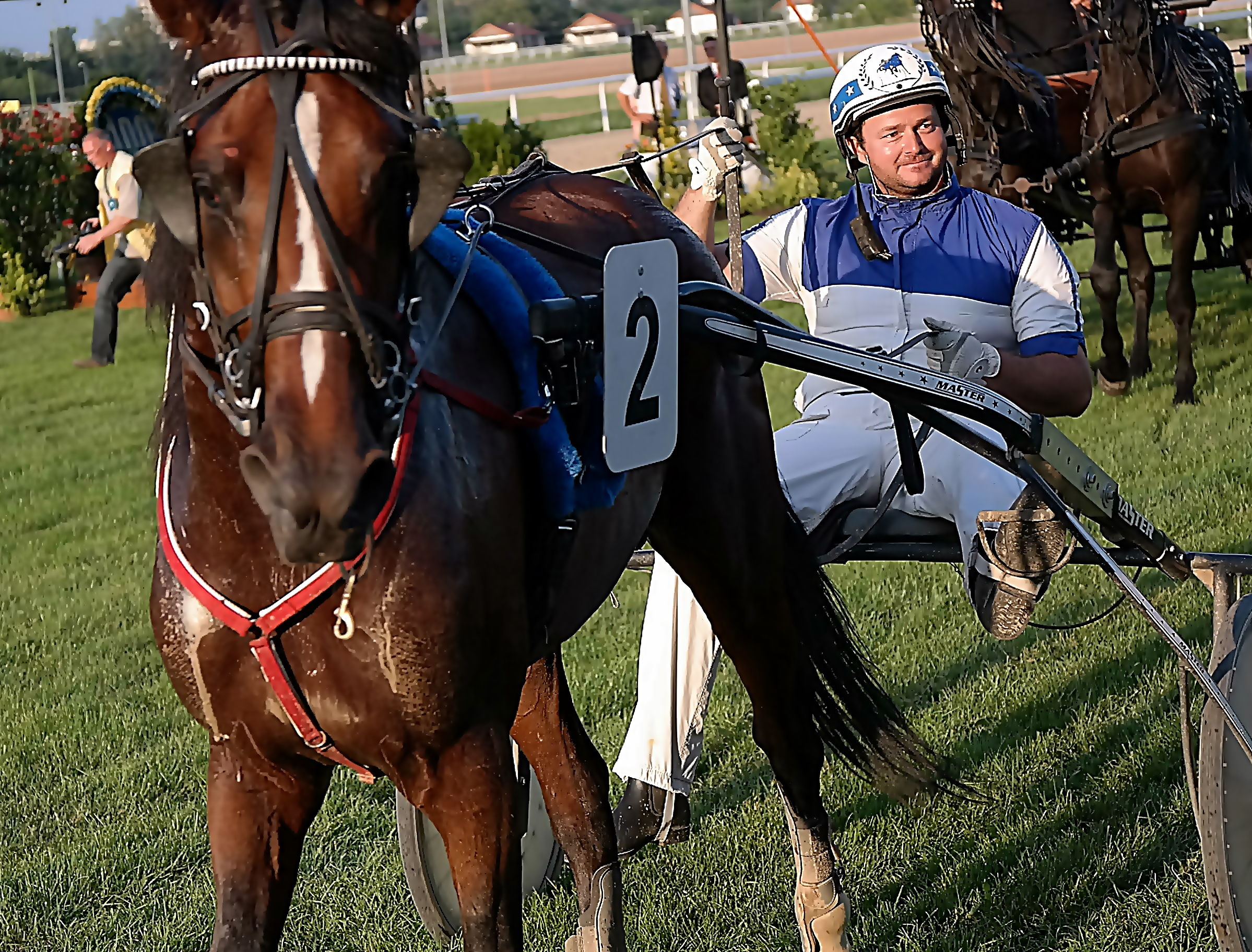
A 100. Magyar Ügetőderby győztese: Szerelmes R., hajtója: Juhász Balázs

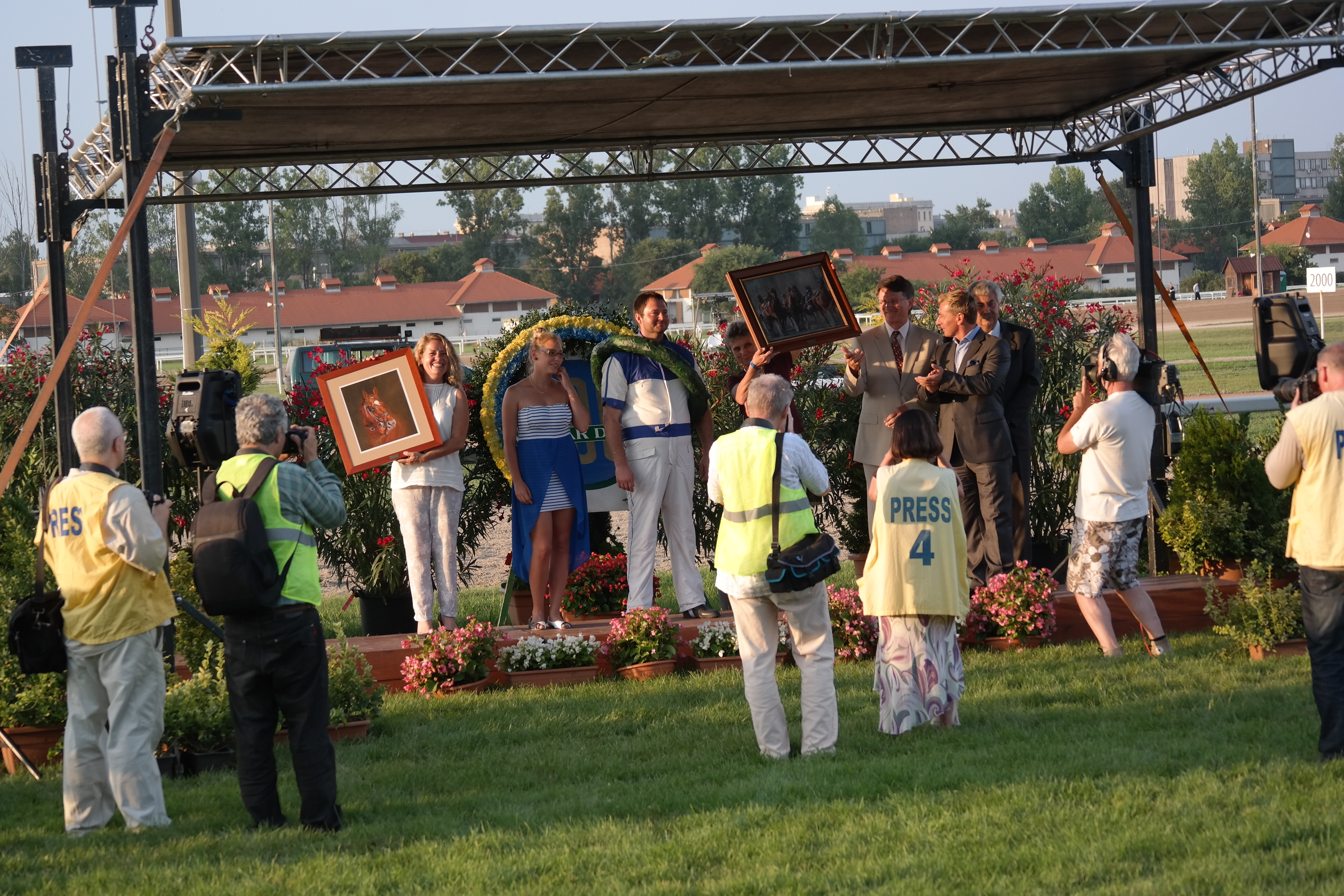
A 2014-es derby eredményhirdetése

A 100. Magyar Ügetőderby 2014. augusztus 3-án került megrendezésre.
A 10 millió forintos összdíjazású versenyre tíz lovat neveztek. Érdekesség, hogy a lovak fele, Wall Steeet Banker ivadék volt. A centenáriumi versenyre a Magyar Turf bővített számmal jelent meg. Ebben többek között az ügetősporttal és a derby történetével foglalkozó írások is helyet kaptak. A versenynapot a Sport 1 élőben, a Sport 2 pedig felvételről közvetítette.
A derby nap hagyományosan megrendezett versenyszámainak győztesei:
- Belami hendikep
  - Merengő – Vicen Pál
- Marschall Norbert emlékverseny
  - Nemo – Szabó Krisztina
- Bisbac Dániel emlékverseny
  - Conway Boko – Hajnal Tibor
- BEFAG Pannónia díj
  - Royal Flesh – Márton Lajos
- Sinka József emlékverseny
  - Lambert Sas – Jose Sagaj

A derby startjánál két ló (Salihamidzic, Salt Lake City) galoppozott, később hasonló sorsra jutott: Sikerdíj, Szimfónia és Silver Lady is. A későbbi győztes Szerelmes R. a táv utolsó harmadáig középen, jó pozíciót foglalt el. Ezt követően az élre állt és az utóbbi évek egyik legfölényesebb győzelmét aratta. Szerelmes R. a Kabala (Rádiházi) Ménes Kft. tizennyolcadik derby győztese. Tulajdonosa a Jodlis Kft. (Bacsa Mihály), hajtója és a trénere egy személyben: Juhász Balázs.
Dobogós helyezést ért el a nem favorizált Szacharin, valamint a papírformát igazoló Speedy Boy.

### A 100. Magyar Ügetődeby indulói
A Magyar Turf esélylatolgatása: Szerelmes R. – Speedy Boy – Salihamidzic – Salt Lake City
| Rajtszám | Versenyló      | Hajtó          | Tenyésztő                            | Idomár         | Helyezés          | Idő               |
| -------- | -------------- | -------------- | ------------------------------------ | -------------- | ----------------- | ----------------- |
| 1        | Speedy Boy     | Veljko Mazsity | Kabala Ménes Kft., Rádiháza          | Veljko Mazsity | 3.                | 1.17.9            |
| 2        | Szerelmes R.   | Juhász Balázs  | Kabala Ménes Kft., Rádiháza          | Juhász Balázs  | 1.                | 1.17.2            |
| 3        | Salihamidzic   | Márton Lajos   | AMMA Rt., Budapest                   | Márton Lajos   | Diszkvalifikálták | Diszkvalifikálták |
| 4        | Szacharin      | Kolozsi László | Kulik Ferenc, Orosháza               | Kolozsi László | 2.                | 1.17.9            |
| 5        | Sikerdíj       | ifj. Döme Imre | Kabala Ménes Kft., Rádiháza          | ifj. Döme Imre | Diszkvalifikálták | Diszkvalifikálták |
| 6        | Silver Lady    | Joze Sagaj     | Kabala Ménes Kft., Rádiháza          | Juhász Balázs  | Diszkvalifikálták | Diszkvalifikálták |
| 7        | Salt Lake City | Fazekas Imre   | Nagyváry Andrea, Pimri Bt., Budapest | Fazekas Imre   | Diszkvalifikálták | Diszkvalifikálták |
| 8        | Sholty Csabi   | Lakatos Csaba  | Lakatos Csaba, Gödöllő               | Lakatos Csaba  | 5.                | 1.19.4            |
| 9        | Szimfónia      | Varga Sándor   | Komároni László, Kamut               | Varga Sándor   | Diszkvalifikálták | Diszkvalifikálták |
| 10       | Suttogó        | Dénes Áron     | Mezőhegyesi Állami Ménes Kft.        | Rutkai József  | 6.                | 1.20.0            |

## A 2015-ös derby „T”
A 101. Magyar Ügetőderby 2015. július 4

### A 101. Magyar Ügetődeby indulói
| Rajtszám | Versenyló           | Hajtó          | Tenyésztő                     | Idomár         | Helyezés          | Idő               |
| -------- | ------------------- | -------------- | ----------------------------- | -------------- | ----------------- | ----------------- |
| 1        | Traffipax           | Csordás Emil   | Bagó Lajos, Budapest          | Csordás Emil   | Diszkvalifikálták | Diszkvalifikálták |
| 2        | Tonnyó              | Kolozsi László | Kulik Ferenc, Orosháza        | Kolozsi László | 1.                | 1.16.6            |
| 3        | Titán Ville         | Fazekas Imre   | Zsálek Zsolt, Somogyaracs     | Fazekas Imre   | 5.                | 1.17.5            |
| 4        | Trencsén            | Goran Zolnaji  | Kabala Ménes Kft., Rádiháza   | Váradi Sándor  | 4.                | 1.17.4            |
| 5        | Tornado Cole        | Vicen Pál      | Kulik Ferenc, Orosháza        | Kolozsi László | 3.                | 1.17.2            |
| 6        | Trappolj!           | Joze Sagaj     | Kabala Ménes Kft., Rádiháza   | Váradi Sándor  | Diszkvalifikálták | Diszkvalifikálták |
| 7        | Topáz Lady          | Varga Sándor   | Kabala Ménes Kft., Rádiháza   | Váradi Sándor  | 6.                | 1.17.5            |
| 8        | Time To Say Goodbye | Márton Lajos   | AMMA Lóverseny Kft., Budapest | Márton Lajos   | 2.                | 1.17.0            |
| 9        | Thor-com            | Lakatos Csaba  | Kunos Gyula János, Orosháza   | Lakatos Csaba  | 7.                | 1.18.9            |

Visszalépett: Torres (Mitja Slavic)

## A 2016-os derby „T”

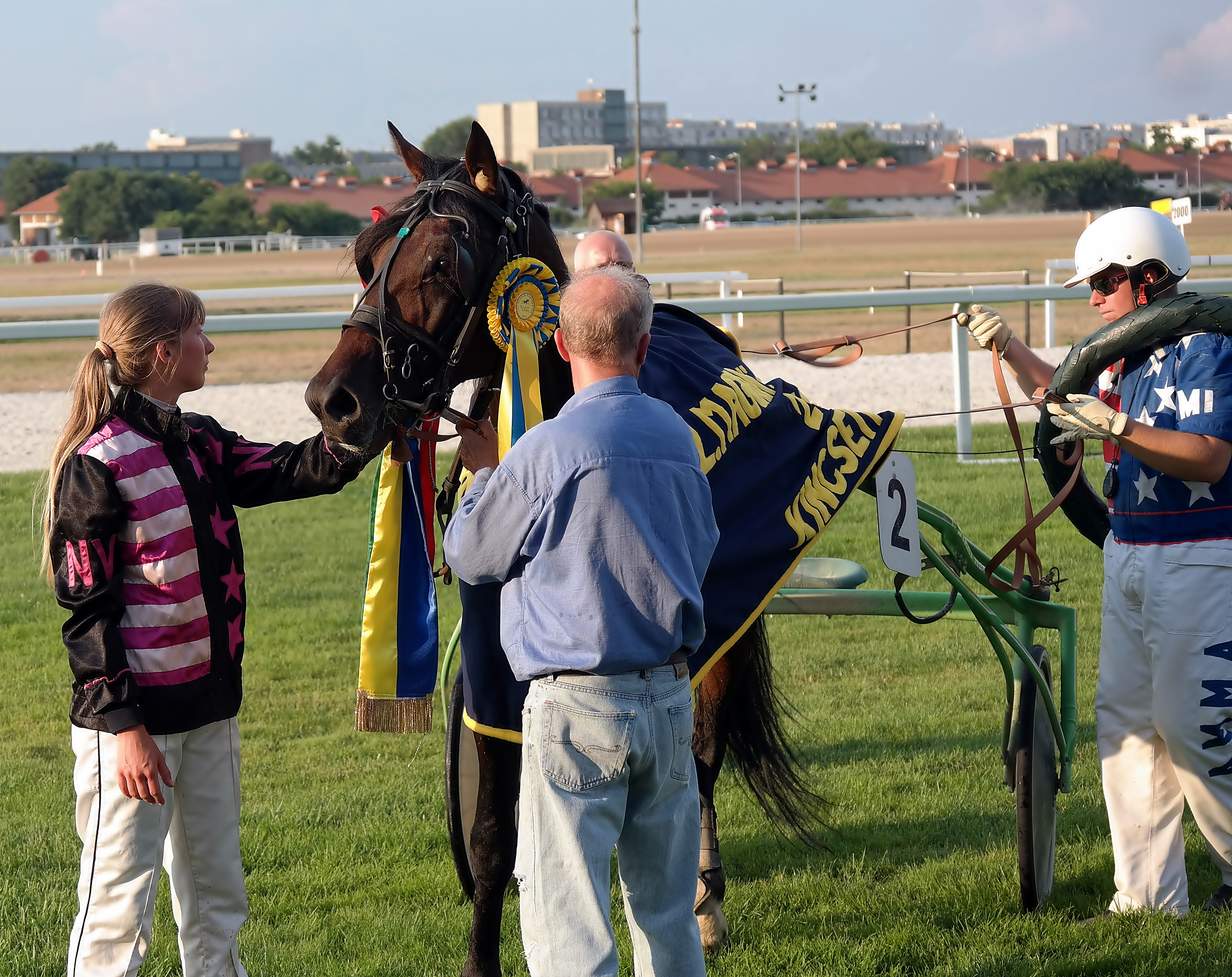
Time To Say Goodbye

A 102. Magyar Ügetőderby 2016. július 2
A legrangosabb ügetőverseny történetében először fordult elő, hogy az előző évi verseny indulói ismét összemérhették tudásukat. Ennek oka: A verseny rendezői a négyéves korosztály legjobbjainak biztosítottak bizonyítási (revans) lehetőséget. A 101. "derby" szinte teljes mezőnye rajthoz állt, köztük az első három helyezettel. A trónkövetelő Time To Say Goodbye azonnal az élre állt és rajt-cél győzelmet aratott.  A 2015-ös győztes: Tonyó végig a spiccen haladt, de nem sikerült címét megvédeni, sőt pályaelhagyás miatt, a versenyből kizárták és a harmadik helyét is törölték.
A verseny másik érdekessége: Először versenyeztek a lovak 2500 méteres távon.

## Csúcsok, érdekességek
- Az első derby győztes Andal Bécsben is győzni tudott. 1906-ban Levente követte példáját.
- Hét alkalommal szerezte meg a kék szalagot Kovács József II.. Őt aMarchall József[m 8] és a jelenleg is aktív Fazekas Imreköveti hat győzelemmel. Hutschenreiter Antal öt alkalommal kapta meg a babérkoszorút.
- A derby egyetlen női győztese: Szabó Krisztina
- A legeredményesebb, tenyésztő ménesek:
  - Rádiháza – 19 győzelem (Rádiházi ménes 7 győzelem, Kabala Ménes Kft. 12 győzelem)
  - Mezőhegyes – 12 győzelem
  - Somogysárd – 12 győzelem
- Több derby győztes ivadékkal büszkélkedhető mének:
  - The Spikker – 5 győzelem (Leányka fia, Aba, Bizalmas, Csapodár, Dakota)
  - Witsend' Speady – 4 győzelem (Odisszea, Lukrécia, Okoska, Hitelező)
  - Wall Street Banker – 4 győzelem (Oquz, Paperboy, Radium Boy, Szerelmes R.)
  - Bajnok – 3 győzelem (Olga, Miss Ida S., Colorado Worthy)
- Rekordok:
  - 3000 méter: Levente – 1:28,9 (1906)
  - 3200 méter: Primavera – 1:27,0 (1933)
  - 2600 méter: Rekorder – 1:23,4 (1950)
  - 2500 méter: Úrilány R. – 1.17,4 (2017)
  - 1900 méter: Naná – 1.15,7 (2010)